# Gare de Jazennes - Tanzac
La gare de Jazennes - Tanzac est une ancienne gare ferroviaire française de la ligne de Pons à Saujon, située sur le territoire de la commune de Jazennes, à proximité de Tanzac, dans le département de la Charente-Maritime, en région Nouvelle-Aquitaine.
C'est une simple halte lorsqu'elle est mise en service en 1875 par la Compagnie du chemin de fer de la Seudre. Elle devient ensuite une station de l'Administration des chemins de fer de l'État.
Fermée au service des voyageurs en 1939. Elle est située sur une section déclassée et déposée de la ligne.

## Situation ferroviaire
Établie à 37 mètres d'altitude, la gare de Jazennes - Tanzac est située au point kilométrique (PK) ? de la ligne de Pons à Saujon entre les gares de Pons et de Gémozac. Ce tronçon est déclassé et déposé.

## Histoire
La halte de Jazennes-Tanzac est mise en service le 28 août 1875 par la Compagnie du chemin de fer de la Seudre, lorsqu'elle ouvre à l'exploitation sa ligne de Pons à Royan. 
La gare, comme l'ensemble de la ligne, est fermée au service des voyageurs 15 mai 1939.

## Patrimoine ferroviaire
L'ancien bâtiment de la halte,devenu une habitation privée, est présent en 2011.